# Анхизавр
Анхиза́вр (англ. Anchisaurus; от др.-греч. αγκχι — «почти» и σαυρος — «ящер») — род растительноядных динозавров подотряда завроподоморфов, живших в юрском периоде на территории нынешней Северной Америки. Представлен одним видом — Anchisaurus polyzelus.
Ранее относили к прозавроподам, но недавно обнаружили большее сходство с завроподами.
Длина тела — 2—2,1 м. Несмотря на большую длину, масса тела анхизавра была всего около 27 кг.
Ближайшие родственники — платеозавр, массоспондил, текодонтозавр.

## Открытие
Впервые останки анхизавра были обнаружены в 1818 году в штате Коннектикут, США, где поначалу были признаны человеческими. К 1855 году их всё же отнесли к останкам рептилии. В 1865 году Хичкок собрал останки и дал им имя Megadactylus. Однако подобное название уже использовалось, и поэтому в 1885 году известный американский палеонтолог Отниел Чарлз Марш переименовал останки в Anchisaurus.
На сегодняшний день ещё не все части скелета анхизавра собраны.

## Описание
Анхизавр обладал сильными лапами, на пальцах которых располагались острые когти, которыми можно было как вырывать растения из земли, так и обороняться. Большую часть времени он передвигался на четырёх ногах, но возможно мог вставать на задние лапы, чтобы достать растения, располагающиеся наверху. Предполагают, что питался он растительностью, хотя некоторые палеонтологи склоняются к мнению, что анхизавр мог питаться и мясом.
Обитал анхизавр в раннем юрском периоде (плинсбахский и тоарский ярусы, приблизительно 201,6—189,6 млн лет назад) на территории современной Северной Америки (Лавразия).
В длину он приблизительно составлял от 2 до 3 метров, а весил около 27 кг.

## Синонимы
- Amphisaurus Marsh, 1882
- Megadactylus Hitchcock, 1865
- Yaleosaurus Huene, 1932

| Докембрий       | Кембрий | Ордовик | Силур | Девон | Карбон | Пермь | Триас | Юра | Мел | Палеоген | Нг | Чт |
| ◄               | 539     | 487     | 443   | 420   | 359    | 299   | 252   | 201 | 143 | 66       | 23 | 2  |
| ◄ млн лет назад |         |         |       |       |        |       |       |     |     |          |    |    |